# Pwllheli
Pwllheli (pron. /pʊɬˈhɛlɪ/; 3 900 ab. ca.) è una località balneare della contea di Gwynedd, nel Galles nord-occidentale, affacciata sulla Baia di Tremadog (tratto della Baia di Cardigan, Mare d'Irlanda) e situata nella Penisola di Lleyn (in gallese: Llŷn), di cui costituisce il centro principale.

## Origini del nome
Dal sito istituzionale, si può notare che il nome della città significa "piscina di acqua salata".

## Geografia fisica

### Collocazione
Pwhlelli si trova al centro della costa meridionale della Penisola di Lleyn, tra le località di Abersoch e Criccieth (rispettivamente ad est della prima e ad ovest della seconda, a circa 22 km ad ovest di Porthmadog e a circa 27 km ad est di Aberdaron.

## Società

### Evoluzione demografica
Al censimento del 2001, la popolazione era di 3 861 abitanti, l'81% dei quali si è dichiarato parlante gallese.

## Economia
L'economia della cittadina si basava un tempo principalmente sulla pesca, sulla costruzione di imbarcazioni e sull'industria mineraria per l'estrazione del granito.

## Luoghi d'interesse
Nella località si trovano due spiagge principali, la South Beach e la Glan-y-Mor.